# فصوص الحكم
فصوص الحكم، كتاب يتكلم فيه مؤلفه ابن عربي عن الأسرار الإلهية الأكبر، ويعتبر من أعظم كتب التصوف الإسلامي التي تتكلم علي أسرار الأنبياء والرسل مبينة الحقائق الوجودية الثلاث: الله والكون والإنسان، وعلاقة الإنسان مع الكون ومع خالق الكون. وقد ذكر بعض المحققين مثل عبد الوهاب الشعراني صاحب الكتاب اليواقيت والجواهر وأفهم الناس لأقوال ابن عربي مهر على شاه كولهروي  بأن كتاب الفصوص الحكم قد دس فيه المخالفون من الكلام فيه إلحاد بين مثل الاتحاد والحلول والوحدة المطلقة والشيخ برئ من هذا ودليل على هذا تنافر العقول والفطرة السليمة عند استماع مثل هذا الكفر والإلحاد والشيخ قائم على عقيدة الصوفية كما ذكر هذا في مقدمة آخر كتابه الفتوحات المكية تحت عنوان (عقيدة الشيخ الأكبر محيي الدين ابن عربي تعالي)، لم يخدم هذا الكتاب علميا رغم نشراته الكثيرة وتحقيقاته المكررة، الا ان له نشرة علمية محققة ومعتمدة اكاديميا في الدراسات الجامعية وهي نشرة الدكتور أبو العلا عفيفي، وتعد طبعة نادرة.

## أبواب الكتاب
وله كتاب النقوش وهو نقوش الفصوص على منواله لكنه وهو على سبعة وعشرين فصا ترتيبها هكذا
'
1. فص حكمة الهية في كلمة آدمية
2. فص حكمة نفثية في كلمة شيئية
3. فص حكمة سبوحية في كلمة نوحية
4. فص حكمة قدوسية في كلمة ادريسية
5. فص حكمة مهيمية في كلمة إبراهيمية
6. فص حكمة حقية في كلمة اسحاقية
7. فص حكمة علية في كلمة إسماعيلية
8. فص حكمة روحية في كلمة يعقوبية
9. فص حكمة نورية في كلمة يوسفية
10. فص حكمة احادية في كلمة هودية
11. فص حكمة فتوحية في كلمة صالحية
12. فص حكمة قلبية في كلمة شعيبية
13. فص حكمة ملكية في كلمة لوطية
14. فص حكمة قدرية في كلمة عزيرية
15. فص حكمة نبوية في كلمة عيسوية
16. فص حكمة رحمانية في كلمة سليمانية
17. فص حكمة وجودية في كلمة داودية
18. فص حكمة نفسية في كلمة يونسية
19. فص حكمة غيبية في كلمة ايوبية
20. فص حكمة جلالية في كلمة يحياوية
21. فص حكمة مالكية في كلمة زكرياوية
22. فص حكمة ايناسية في كلمة الياسية
23. فص حكمة احسانية في كلمة لقمانية
24. فص حكمة امامية في كلمة هارونية
25. فص حكمة علوية في كلمة موسوية
26. فص حكمة صمدية في كلمة خالدية
27. فص حكمة فردية في كلمة محمدية

## اقتباس من فص حكمة قدرية في كلمة عزيرية
| فصوص الحكم                        | فإذا رأيت النبي يتكلم بكلام خارج عن التشريع فمن حيث هو ولي عارف. ولهذا مقامه من حيث هو عالم وولي أتم وأكمل من حيث هو رسول أو ذو تشريع وشرع.فإذا سمعت احدا من أهل الله يقول أو ينقل إليك عنه أنه قال الولاية أعلى من النبوة، فليس يريد ذلك القائل الا ما ذكرناه. أو يقول ان الولي فوق النبي والرسول فأنه يعني بذلك في شخص واحد وهو أن الرسول من حيث أنه ولي أتم منه من حيث أنه نبي ورسول لا أن الولي التابع له أعلي منه فإن التابع لا يدرك المتبوع أبدا فيما هو تابع له فيه إذ لو أدركه لم يكن تابعا فافهم | فصوص الحكم |
| — محيي الدين ابن عربي، فصوص الحكم | |            |

## شروح الفصوص
اختلف الناس فيه ردا وقبولا فبعضهم اثنى عليه وتلقاه بحسن القبول وشرحه ومن أهم شروحه
- شرح الجامي علي فصوص الحكموهو عبد الرحمن بن أحمد الجامي المتوفى سنة ثمان وتسعين وثمانمائة ذكر فيه ان الفصوص مما فاض من روح رآه عليه الصلاة والسلام على خواص متابعيه بقدر متابعتهم وقوة مناسبتهم ومن عجائب هذا النوع من كتاب فصوص الحكيم بجملة ما فيه من الحكم والاسرار فاض من قلبه الأنور دفعة واحدة على قلب الشيخ الكامل فشرح مشكلاته وهو شرح ممزوج جمع شروحه وانتخب منها وأضاف اليه ما سنح له في أثناء المطالعة
تجليات عرائس النصوص في منصات حكم الفصوصوهوالعارف بالله عبد الله افندى البسوى في بكذا هذا شرحها شرحا عربيا وتركيا وهو شرح ممزوج جيد لعله أحسن الشروح وذكر انه شرحه اولا تركيا واشتهر الشرح في بلاد العرب فطلبوا منه ان يشرحه لهم بلسانه عل ذوق الشوق وقدم على الشرح اثنى عشر أصلا تفهيما لحقايق الكتاب
مشارق النصوص الباحث عن غوامض الفصوصشرح مختصر ممزوج ونزلا متأخر من القاشاني وعفيف التلمساني لأنه نقل من كلامهما.
الجانب الغربي في مشكلات محيي الدين بن عربيشرح الشيخ عفيف الدين سليمان بن على بن عبد الله الصوفي التلمساني المتوفى سنة تسعين وستمائة وهو شرح مختصر وانتصر له الشيخ المكي هو أبو الفتح محمد بن مظفر الدين محمد بن حميد الدين عبد الله المعروف بشيخ مكي المتوفى سنة برسالة فارسية ورتبها على بابين وخاتمة.
مجمع البحرين في شرح الفصوصللشريف ناصر الحسيني الكيلانى الشهير بالحكيم نزيل طيبة مختصر ذكر انه رأى في مبشرة سنة ست وثلاثين وتسعمائة بالمدينة شيخا يقرأ كتابا وهو الفصوص فأشار اليه بشرحه فأجاب ولما جمع حكم الغزوات وحكم الفصوص حق له ان يوسم بمجمع البحرين وختم في رمضان سنة أربعين وتسعمائة
بنصوص الخصوصوهو شرح فارسي مبسوط للشيخ ركن الدين الشيرازي ركن الدين مسعود الشيرازي أصله من استر اباد.
- ؛ وقد شرحه السيد الإمام روح الله الخميني

## ردود على فصوص الحكم
- قال إمام ابن تيمية

فأما صاحب الفصوص فكلامه يدور على أصلين 
أحدهماأن الأشياء كلها ثابتة في العدم مستغنية بنفسها نظير قول من يقول المعدوم شيء ولكن هذا لا يفرق بين ذات الخالق وذات المخلوق إذ ليس عنده ذات واجبة متميزة بوجودها عن الذوات الممكنة وإن كان قد يتناقض في ذلك قولهم فإنهم كلهم يتناقضون وكل من خالف الرسول فلا بد أنه يتناقض ذكر القرآن إنكم لفي قول مختلف يؤفك عنه من إفك وقال ولو كان من عند غير الله لوجدوا فيه اختلافا كثيرا
الأصل الثانيأن الوجود الذي لهذه الذوات الثابتة هو عين وجود الحق الواجب
- فتوي ابن تيمية متعلقة بابن عربي وكتابه فصوص الحكم

قال شيخ الإسلام ابن تيمية "رحمه الله"- : "مَا تَضَمَّنَهُ كِتَابُ " فُصُوصِ الْحُكْمِ " وَمَا شَاكَلَهُ مِنْ الْكَلَامِ: فَإِنَّهُ كُفْرٌ بَاطِنًا وَظَاهِرًا؛ وَبَاطِنُهُ أَقْبَحُ مِنْ ظَاهِرِهِ. وَهَذَا يُسَمَّى مَذْهَبَ أَهْلِ الْوَحْدَةِ وَأَهْلِ الْحُلُولِ وَأَهْلِ الِاتِّحَادِ. وَهُمْ يُسَمُّونَ أَنْفُسَهُمْ الْمُحَقِّقِينَ. وَهَؤُلَاءِ نَوْعَانِ: نَوْعٌ يَقُولُ بِذَلِكَ مُطْلَقًا كَمَا هُوَ مَذْهَبُ صَاحِبِ الْفُصُوصِ ابْنِ عَرَبِيٍّ وَأَمْثَالِهِ: مِثْلُ ابْنِ سَبْعِينَ وَابْنِ الْفَارِضِ. والقونوي والششتري وَالتِّلْمِسَانِيّ وَأَمْثَالِهِمْ مِمَّنْ يَقُولُ: إنَّ الْوُجُودَ وَاحِدٌ وَيَقُولُونَ: إنَّ وُجُودَ الْمَخْلُوقِ هُوَ وُجُودُ الْخَالِقِ لَا يُثْبِتُونَ مَوْجُودَيْنِ خَلَقَ أَحَدُهُمَا الْآخَرَ بَلْ يَقُولُونَ: الْخَالِقُ هُوَ الْمَخْلُوقُ وَالْمَخْلُوقُ هُوَ الْخَالِقُ. وَيَقُولُونَ: إنَّ وُجُودَ الْأَصْنَامِ هُوَ وُجُودُ اللَّهِ وَإِنَّ عُبَّادَ الْأَصْنَامِ مَا عَبَدُوا شَيْئًا إلَّا اللَّهَ. وَيَقُولُونَ: إنَّ الْحَقَّ يُوصَفُ بِجَمِيعِ مَا يُوصَفُ بِهِ الْمَخْلُوقُ مِنْ صِفَاتِ النَّقْصِ وَالذَّمِّ. وَيَقُولُونَ: إنَّ عُبَّادَ الْعِجْلِ مَا عَبَدُوا إلَّا اللَّهَ وَأَنَّ مُوسَى أَنْكَرَ عَلَى هَارُونَ لِكَوْنِ هَارُونَ أَنْكَرَ عَلَيْهِمْ عِبَادَةَ الْعِجْلِ وَأَنَّ مُوسَى كَانَ بِزَعْمِهِمْ مِنْ الْعَارِفِينَ الَّذِينَ يَرَوْنَ الْحَقَّ فِي كُلِّ شَيْءٍ بَلْ يَرَوْنَهُ عَيْنَ كُلِّ شَيْءٍ وَأَنَّ فِرْعَوْنَ كَانَ صَادِقًا فِي قَوْلِهِ: { أَنَا رَبُّكُمُ الْأَعْلَى } بَلْ هُوَ عَيْنُ الْحَقِّ وَنَحْوِ ذَلِكَ مِمَّا يَقُولُهُ صَاحِبُ الْفُصُوصِ. وَيَقُولُ أَعْظَمُ مُحَقِّقِيهِمْ: إنَّ الْقُرْآنَ كُلَّهُ شِرْكٌ لِأَنَّهُ فَرَّقَ بَيْنَ الرَّبِّ وَالْعَبْدِ؛ وَلَيْسَ التَّوْحِيدُ إلَّا فِي كَلَامِنَا. فَقِيلَ لَهُ: فَإِذَا كَانَ الْوُجُودُ وَاحِدًا فَلِمَ كَانَتْ الزَّوْجَةُ حَلَالًا وَالْأُمُّ حَرَامًا؟ فَقَالَ: الْكُلُّ عِنْدَنَا وَاحِدٌ وَلَكِنْ هَؤُلَاءِ الْمَحْجُوبُونَ قَالُوا: حَرَامٌ. فَقُلْنَا: حَرَامٌ عَلَيْكُمْ
- أبو زرعة ابن الحافظ العراقي[3] لا شك في اشتمال «الفصوص» المشهورة على الكفر الصريح الذي لا شك فيه، وكذلك «فتوحاته المكية»، فإن صحّ صدور ذلك عنه، واستمر عليه إلى وفاته: فهو كافر مخلد في النار بلا شك[بحاجة لمصدر].
القاضي بدر الدين بن جماعةهذه الفصول المذكورة، وما أشبهها من هذا الباب: بدعة وضلالة، ومنكر وجهالة، لا يصغي إليها ولا يعرّج عليها ذو دِين. وحاشا رسول الله صلى الله عليه وسلم، يأذن في المنام بما يخالف ويعاند الإسلام، بل ذلك من وسواس الشيطان ومحنته وتلاعبه برأيه وفتنته[بحاجة لمصدر].
قال الإمام الذهبي عن كتاب الفصوصومن أردأ توالفه كتاب الفصوص فإن كان لا كفر فيه فما في الدنيا من كفر.[4]
قال ابن خلدونومن هؤلاء المتصوفة: ابن عربي وابن سبعين وابن برجان وأتباعهم ممن سلك سبيلهم ودان بنحلتهم، ولهم تواليف كثيرة يتداولونها، مشحونة من صريح الكفر، ومستهجن البدع، وتأويل الظواهر لذلك على أبعد الحدود وأقبحها، مما يستغرب الناظر فيها نسبتها إلى الملة أو عدها في الشريعة، وليس ثناء أحد على هؤلاء حجة ولو بلغ المثني عسى ما يبلغ من الفضل لأن الكتاب والسنة أبلغ فضلاً أو شهادة من كل أحد، وأما حكم هذه الكتب المتضمنة لتلك العقائد المضلة وما يوجد من نسخها في أيدي الناس مثل الفصوص والفتوحات المكية لابن عربي، فالحكم في هذه الكتب وأمثالها، إذهاب أعيانها إذا وجدت بالتحريق بالنار والغسل بالماء حتى ينمحي أثر الكتاب.[5]

## مقالات ذات صلة
- الفتوحات المكية
- محيي الدين ابن عربي